# Entosthodon wigginsii
Entosthodon wigginsii är en bladmossart som beskrevs av Steere 1938. Entosthodon wigginsii ingår i släktet koppmossor, och familjen Funariaceae. Inga underarter finns listade i Catalogue of Life.